# Ayas Mehmed Pascià
Ayas Mehmed Pasha (Himara, 1483 – Costantinopoli, 1539) è stato un politico ottomano fu gran visir dal 1536 al 1539.
Di origine albanese, nacque nella regione di Himara. Suo padre era originario della città di Scutari, nel nord dell'Albania, mentre sua madre era di Valona, nel sud.  Sembra che giunse a Costantinopoli a seguito della pratica del Devşirme oppure in occasione della presenza del padre nella capitale; certamente divenne agha dei giannizzeri. Partecipò alla battaglia di Chaldiran (1514) e alla guerra ottomana-mamelucca (1516–17). Tra il 1520 e il 1521 fu beylerbey dell'eyalet dell'Anatolia e governatore di Damasco. Durante il regno del sultano Solimano il Magnifico prestò servizio come beylerbey dell'eyalet di Rumelia e divenne visir dopo la conquista ottomana di Rodi del 1522. Partecipò anche alla battaglia di Mohács, all'assedio di Vienna e alla guerra contro i safavidi del 1534-1535.
Divenne gran visir nel 1536 a seguito dell'esecuzione di Pargali Ibrahim Pasha e mantenne questa posizione fino alla sua morte avvenuta 1539. Sotto la sua amministrazione, gli ottomani intrapresero la campagna di Corfù (1537) e la guerra contro gli Asburgo tra il 1537 e il 1540. Inoltre, la sua regione nativa di Valona fu messa sotto il pieno controllo ottomano e fu creato il Sanjak di Delvina. Morì di peste a Costantinopoli e fu sepolto nella moschea di Eyüp Sultan.